# Прапор Ужгородського району
Пра́пор У́жгородського райо́ну — один з офіційних символів Ужгородського району Закарпатської області, затверджений 17 жовтня 2008 року рішенням сесії Ужгородської районної ради.

## Опис
Прапор району являє собою прямокутне полотнище із співвідношенням ширини до довжини в пропорції 2:3. Прапор по горизонталі поділено на три рівновеликі смуги синього, золотистого та зеленого кольорі. В центрі полотнища розміщено герб району.
Прапор району двосторонній.